# Cymbiola intruderi
Cymbiola intruderi is een slakkensoort uit de familie van de Volutidae. De wetenschappelijke naam van de soort is voor het eerst geldig gepubliceerd in 1985 door Poppe.